# Peggy Hsu
Peggy Hsu o Hsu Che-Pei (chino simplificado: 许哲佩; chino tradicional: 许哲珮, pinyin: Xǔ Zhépèi), conocida artísticamente como Peggy Hsu, es una cantante y compositora taiwanesa. Nació el 2 de febrero de 1981 en Taipéi.
Sus baladas encantadoras, han sido filmadas durante la grabación de su videoclip en plena nedada en Alemania y en que él ha dado un toque de fantasía infantil. Pero al escuchar su música con atención, se encontramos así a la cantante , compositora, multinstrumentista y productorz, Peggy Hsu, con canciones de un florecimiento de la belleza madura.
de bebé a niña, cuanta la historia que jugaba cantando mientras tocaba el piano, teclados, y algunas veces respaldados por su guitarra, flauta y violonchelo, Peggy ofreció canciones bellamente diseñado con una gama de estilos, desde el gregarismo hasta el trippy de vestido rosa a la brisa del jazz, inspirado en la nieve en Alemania para tocar el piando interpretando sus baladas romáticas.

## Discografía

### Álbumes
- (2001) Balloon (气球)
- (2007) Peggy's Wish Box (許願盒)
- (2009) Beautiful (美好的)
- (2009) Snowman (雪人)
- (2010) Le Cirque (馬戲團1號) (Miniálbum)
- (2011) Magical Shop (奇幻精品店)
- (2014) La Valse (圓舞曲)
- (2015) Swing Inc. (搖擺電力公司)
- (2019) Hypnocity (失物之城)

### Drama Musical
| Musical Drama |
| --- |
| The Secret Garden (祕密花園) - Hsu was the leading actress on The Secret Garden (祕密花園) 2007/2010 tour (17 Shows), in Taiwan. |
| Lil' Flora (小花) - Hsu was the leading actress on The Lil' Flora (小花) 2008/2009 tour (19 Shows), in Taiwan.                   |

## Premios
| Año       | Premios |
| --------- | --- |
| 2001      | - Annual Top 1 download on largest Chinese music store, (for Balloon) - Top 20 Chinese Music Videos, (for Balloon) - "'Release 1st album "Balloon"in Asia'" - First Chinese Music Video production in Iceland |
| 2002      | - 13th Golden Melody Awards, Best Newcomer Nominee (Taiwán) - Global Chinese Song Awards, Best Newcomer (China) - Singapore Golden Melody Awards, Best Newcomer (Singapur) - Metro Radio Award, Best Newcomer Nominee (Hong Kong) |
| 2003      | - Top 10 Chinese Song Awards, Top Lyricist (Hong Kong) - Hong Kong Ultimate Song Chart Award, Best Newcomer 2nd Place |
| 2004-2006 | - Perform in 2004 Taiwan Festival Concert (Vancouver, Canadá) - Studied Jazz Vocal at Berklee College of Music - Perform in 2006 Taiwan Festival Concert (Vancouver/Toronto) |
| 2007      | - "'Release 2nd album "The Wish Box"'" - 18th Golden Melody Awards, Best Album Producer (Taiwán) - Leading actress in musical drama "The Secret Garden" |
| 2008      | - Leading actress in musical drama "Lil'Flora" - ""Release X'mas Single "Snow" in digital distribution format'" |
| 2009      | - Start hosting FM 91.7 Pop Radio program "Taste of Music Creativity" - Vocal dubbing for Panasonic TV Ad - "'Release 3rd album "Beautiful"'" - "Beautiful" live music tour for 15 shows - 2009 Eslite Book Store Top 100 Album (Taiwán) - Music Radio Award Top 1 ranking (China) - Best Chinese Song from Metro Radio Award (Hong Kong) - Best 10 Album from Chinese Media Selection (China) - 2009 Best 10 Chinese Album from Sohu.com (China) - "'Release 4rd Album "Snowman"'" - "Snowman" live music tour for 6 shows                                        |
| 2010      | - First Taiwan 3D Music Video Production "Fly" - Held 2 concerts in Singapore Esplanade Recital Studio. (the only artist sold-out 2 shows) - Best 10 Chinese Album from KKBOX Editorial Choice (Snowman Album)(Taiwán) - Top 1 Album from Chinese United Ranking (Snowman Album)(China) - Top 1 Album from douban.com (Snowman Album)(China) - Top 1 Album from Music Radio Ranking (Snowman Album)(China) - "Beautiful Snowman" live music tour for 10 venues (Taiwán, Hong Kong, Beijing, Shanghai, HangZhou, ChengDou, ChongQing, WuHan, GuangZhou, ShengZheng) |